# Hilaira jamalensis
Hilaira jamalensis är en spindelart som beskrevs av Kirill Yeskov 1981. Hilaira jamalensis ingår i släktet Hilaira och familjen täckvävarspindlar. Inga underarter finns listade i Catalogue of Life.